# Yael Davids
Yael Davids (* 1968 im Kibbutz Tzuba, Jerusalem) ist eine israelische Bildhauerin und Performancekünstlerin.

## Leben und Werk
Yael Davids studierte Freie Kunst an der Gerrit Rietveld Academie in Amsterdam, Bildhauerei am Pratt Institute in New York, sowie Choreografie und Tanzpädagogik an der Akademie der Kulturellen Bildung des Bundes und des Landes NRW in Remscheid. Yael Davids lehrt an der Koninklijke Academie van Beeldende Kunsten in Den Haag. Ihre Arbeiten basieren überwiegend auf Performances, die sie häufig selbst, manchmal aber auch zusammen mit Gruppen darbietet.
2001 richtete Davids die Ausstellung Lebende Skulpturen im Museum Abteiberg in Mönchengladbach aus. 2017 war sie Teilnehmerin der documenta 14 in Kassel.